# 柴田秀勝
柴田 秀勝（しばた ひでかつ、1937年〈昭和12年〉3月25日 - ）は、日本の声優、俳優、ナレーター、演出家。東京都台東区浅草田原町出身。RME所属で、同社の代表取締役会長。妻は声優の関根明子。

## 来歴

### 生い立ち
1937年、東京府東京市下谷区浅草田原町（現：東京都台東区浅草）で経師屋の息子として生まれる。父は表具師だった。当時は襖や屏風、掛け軸の表装の仕事がたくさんあり、生活も豊かで、「下町の貴族」のような生活を送っていたという。4 - 5歳の頃から近所の映画館へ遊びに行き、清水金一や榎本健一を観て育つ。
小学3年生の時に東京都港区愛宕の愛宕山に転居。転居してから間もない頃のあの日に学校の前で分かれていた兄が、神隠しにでもあったように姿を消してしまった。それ以来、何ひとつ消息がつかめていないという。
前述の兄の突然の行方不明が、強烈なショックを与えていたことから、小さい頃から吃音症により、た行がうまく言えず、そこで詰まっていた。それを治そうと、小学校時代の担任の教師が、国語の授業に力を入れてくれて、何回も指名して皆の前で読ませたりして、訓練してくれたという。その一つとして、演劇を教えてくれたという。中学、高校進学後も相変わらず治らなかったが、演劇には興味を持っていたため、続けてはいたという。
当初目標としていたのは歌手だった。当時は教師も色々調べてくれて、ある日「吃音症は歌うと、どもらないと云われているから試してみろ」と言われ、試してみたところどもらず、当初は歌手になろうと決意した。歌の世界を目指してラジオののど自慢番組に出場したが、結果は鐘2つで落選。その時に「あ、俺には才能がないな」と歌を断念した。その後教師から卒業前に、「歌がダメなら、歌舞伎をやれ。歌舞伎の台詞は“歌うが如く”だ」とアドバイスを受け、歌舞伎の世界を目指したという。
西桜小学校卒業。当時は天童と呼ばれていたが、中学校に入ると「ビリから三番目」になったとのこと。
麻布中学校・高等学校卒業。中学時代で最初に出演していた舞台は『同志の人々』。当時はこれに出演してもらうために、十七代目 中村勘三郎に中学生が一升瓶持って「よろしくお願いいたします」とご挨拶に行っていたという。勘三郎からは「面白いヤツだ」と思われたようで、その後も良くしてくれた。中学時代はバス通学をしていたが、当時は車掌に行き先を伝えて切符を買うという規則であり、吃音症から家のある虎ノ門（とらのもん）が言えず、次駅の田町駅（たまち）も言えなかったため、その次駅である新橋駅まで乗って、毎日二駅歩いて戻ってきていた。そのため、た行が言えるように克服するため、高校の頃に演劇部に入部した。男子校だったため、女役には困っており、女子校の演劇部を駆けずり回り、女生徒を借りてきたという。「歌舞伎独特の“七五調”の台詞を、ゆっくりと声高らかに発声していけば、言葉の問題も解消するのではないか」と考えたことからそれまでのクラブの伝統を破り、歌舞伎を上演することを思いつき、初めて女形の経験もしていた。中学、高校時代と歌舞伎を続けて、「さて、大学をどこにしようか」と考えていたところ、当時は歌舞伎を勉強できる大学は学習院大学と早稲田大学と日本大学芸術学部と3つしかなかった。そこで、先生に「歌えば言葉はつかえない。歌舞伎の台詞は歌うようなリズムがあるから、演劇が好きなら歌舞伎を勉強できる日本大学芸術学部に行ってみたら」と言われ、日本大学芸術学部演劇科に進学する。国劇研究会で歌舞伎を専攻し、坂東秀調の指導を受ける。江戸文学から始まり、理論の勉強をしており、4年間は歌舞伎の勉強をしていた。年に一回の学内発表会と卒業公演を目指して、授業が終えてから稽古をしていた。
大学4年生になり、歌舞伎の世界へと就職するつもりだった。日本大学芸術学部の卒業公演では『勧進帳』を出演。その時は衣装も、二代目尾上松緑のものをそのまま使わせてもらっていたことから、松竹全面協力でスタッフは全員が松竹から派遣されてきていたという。松竹創業者で当時会長だった大谷竹次郎が「このままでは歌舞伎の世界はだめになる、新しい風を入れなければいけない」、「学生から歌舞伎役者を輩出しよう」と柴田らの3年先輩くらいから学士俳優を求めていた。柴田も関西歌舞伎の具体的な目標を持って練習しており、日本大学芸術学部卒業後、関西歌舞伎に就職することになったという。

### キャリア

#### 俳優として
大学卒業後、前述の通り関西歌舞伎に就職が決まっていたが倒産し、失業。意気消沈して新宿ゴールデン街を歩いていて見つけた売り店舗を購入。1958年4月にスタンドバーを開店させ、同年に俳優活動を開始する。新東宝からハンサムタワーズの第二期生としてデビュー。当時は端役ばかりであったという。テアトル・エコーへの入団を希望するも不合格。1959年頃、東宝演劇部で立ち上げた俳優養成所を受けようかとも思ったが、応募者が殺到して狭き門になっていたという。1960年、テレビドラマ『熱血カクタス』で主役のカクタス役を演じる（なお、当時これを紹介した雑誌記事に芸名を「柴田勝彦」と記したものがあったが、これは誤りである）。その時は言葉の不自由は感じていなかった。『熱血カクタス』に出演中に偶々共演していた菅原文太に誘われてモデルクラブのSOSに所属していた。業界好景気の折でもあり、男性ファッションモデルとして大いに稼ぎ、経済的にかなり潤っていたという。次に出演していた1961年の『特別機動捜査隊』では小杉刑事役で出演していたが、警視庁の中にいる場面が多く、かかってきた電話を取って「はい、こちら特捜隊」と言う台詞があったが、柴田は前述のとおりた行が駄目であったため、「はい、こちら」までしか言えなかった。『特別機動捜査隊』の共演者たちは柴田が吃音持ちだということは知らず、「アフレコが合わない」と思っていた。現場では「特捜隊」とまで言えずとも、「はい、こちら……‥」でもOKが出ていた。しかしアフレコではそういうわけにもいかず、最高でそこだけ30回以上もリテイクしていたこともあり、「『こちら』と『特捜隊』を別々に撮って繋げてくれないか」とお願いしようかと思ったぐらいであった。そんな状態だったことから、声優になれるとは想像もしておらず、た行のないセリフはまずないことから「あんなものはできるワケがない」と思っていた。当時は警視庁協力ということで規制が多く、柴田の刑事役はガラが悪いということで、刑事をクビになり、それで刑事くずれの柴田記者役に変わったが、柴田記者を演じている頃には言語障害であることを忘れてしまった。当時の柴田は「生活感が表現できる役者になりたい」という理想を持っていたが、実際は生活感のある演技ができず、実写俳優の仕事をしていく中で「これ以上、役者（実写俳優）を続けるのは無理だ」と悩むようになる。

#### 声優として
東映動画のプロデューサーだった籏野義文からの依頼で1963年に『狼少年ケン』で初めてアニメに出演。しかし、この時は慣れておらず、「君は声優に向かない」と言われて、柴田は「本当にやめよう」と思ったという。
その後、大学時代の同級生で歌舞伎仲間だった久保進（後の青二プロダクション会長）に「声専門のプロダクションを始めたいから、いっそのこと声優の専門家にならないか。」と言われ、声優になる。SOS、松竹、太平洋テレビ、劇団未来劇場、東京俳優生活協同組合、TAPの所属を経て、1969年、久保らと共に青二プロダクションを設立。「新会社の立ち上げに力を貸してほしい」ということで、大学時代の同級生でテアトル・エコーのマネージャーだった黒田洋を招き入れた。結成1年後、黒田が営業部長として加わって、この3人の役員でスクラムを組み、青二プロダクションを発展させていった。
声優の本格デビュー作は同年放送の『タイガーマスク』のミスターX役だが、当時は、「声優をやるぞ」という気持ちにはなっていたものの、実写の仕事にも未練があり、ちょろちょろとそちらの仕事にも色気を出していた。社長からは「ミスターXは『タイガーめ……』と言ってるだけで良いんだからとにかくやってみてくれ」と言われたが、吃音症でた行の音が出せないことから、その「タイガーめ……」という台詞が言えなかった。「さてどうしよう」と思った時に、フッと解決策を思い付き、試しに含み笑いで演じたところ、リズムに乗れたからか、た行で詰まる癖を克服できた。それからは精神的にも余裕ができ、どんな役がきても大丈夫とのことで、ナレーションの仕事も受けるようになった。その後、松本零士と『タイガーマスク』で監督を務めていた勝間田具治とでトークショーをした際、勝間田から「今、タイガーマスク新作の企画に携わっている」と教えてもらい、そこでもミスターXが登場するということで、「その役は人には渡せねぇよ」とその場で勝間田に直談判し、『タイガーマスクW』でも再びミスターX役を演じることになった。
特に声優を意識したのは『タイガーマスク』が終わり『マジンガーZ』に入った頃である。ある日突然、女の子から手紙が届いて「あれ、ボクが声をやってることがよくわかったなあ」、と思ったのがキッカケであったと語る。ふっと気が付いてみたところ、柴田以上に井上真樹夫などが3〜5通ぐらいの手紙を貰っていた。その時に「オイ、ちょっと、オレたちに、ファンレターが来たよ(笑)。」、「ホントだってばあ〜(笑)。」とそんな状態が半年ぐらい続いていた。青二プロダクションは正月5日が初出社の日であるが、朝、会社に行ったところ、入り口にダンボール箱が積まれており、入れなかった。「このダンボールは何か」と聞いていたところ、「年賀状だ」と言われた。「年賀状っていったって、こんなダンボール箱に」「とにかくあるのなんの」と思い見ていた。
その年に九段会館で記念公演の『青二十周年記念公演』をしており、その時に月刊OUTに声をかけていたところ、「喜んで応援しましょう」ということで、お金は出してくれなかったが協力してくれた。当初、ある雑誌に電話をしていたところ、「広告としてなら、載せましょう」という返事で「こちらもお金がなかったですから、それなら結構です」ということになった。それで、OUTに電話をしていたところ、「明日伺います」と言う返事だったため、「ボクらはきっと、OUTさんも広告扱いなのかなあ」と思い、ビクビクしていた。そうしていたところ、出来上がった台本の写真をとったりして、一所懸命してくれた。それで、お金のことは何も言わないため、「これは、きっとタダなんだ」と思い、ホッとしていた。その後も、お金の話が出なかったため、皆で「とぼけちゃお」と言っていたという。その他にも当時、ニッポン放送にいた上野修にも、声優の舞台公演をするというのは初めてのことであったことから御相談にいっていた。その時、上野もアドバイスなど色々協力してくれたという。
ドキュメンタリー映画のナレーションで、第28回国際産業映画・ビデオ祭 文部大臣賞、第29回国際産業映画・ビデオ祭 通商産業大臣賞を受賞している。
2004年、RME株式会社を設立し、代表取締役会長に就任。新人・後輩声優の育成に力を注いでいる。

### 現在まで
2017年1月9日、テレビ朝日にて放映された『人気声優200人が本気で選んだ!声優総選挙!3時間SP』で第13位に選ばれる。
2020年4月1日、妻の関根明子とともに、創設時より所属していた青二プロダクションからRMEに所属事務所を移籍した。

## 特色・役柄
音域はA-C。方言は江戸弁。
声優としては、多数のアニメ、洋画に出演の他、テレビのナレーションも務めている。2017年時点では今まで出演していたアニメの作品数は2000を超えており、9本のレギュラーを持っている。
役柄としては、特撮・アニメを問わず、威厳ある悪役、地位の高い人物役、歴代の強敵・巨悪を演じている。一方、ナレーションとしては、甘味のある語りも多数である。
2017年時点での芝居については、身体が付いていけないといい、記憶力についても「芝居の最中に台詞が全部抜け落ちてしまった自分を夢に見そうで怖い」という。
声優を長く続けていくにあたって、心がけていることは滑舌だという。2017年時点では演技のことは考えず、滑舌をちゃんとすることしか考えておらず、それ以外のことを考える余裕はないという。

### 出演作について
2014年時点では『NARUTO -ナルト-』の三代目火影役、『鋼の錬金術師』のキング・ブラッドレイが好きと語っている。
実写作品では、『仮面ライダーストロンガー』のジェネラルシャドウが広く知られているものの、自身はほとんど記憶に残っていないと語っている。特撮作品においては、このジェネラルシャドウが最初のレギュラー出演ということになったという。あの頃、マネージャーを担当していた前述の黒田が取ってきてくれた仕事だったという。ジェネラルシャドウの依頼が来ていたのも、前述の縁だったと語る。これをきっかけとして以後も様々な特撮作品で呼んでもらえるようになったわけであることから、非常に思い出深いキャラクターになったという。ジェネラルシャドウは、東映生田スタジオで収録していたが、ラッシュの関係もあるため、そこは面倒でも毎週通っていたと語る。当時の吹き替え専門の役者は、メジャーのような存在ではなく、まだまだ地位の低い縁の下の力持ちであり、監督と一度もお目に掛かったことがなかった。現場で会っていたのは、音響監督を兼ねた助監督、録音技師でまだ声優という立ち位置するあやふやな時代だったことから、業界的にも凄く低く見られていた。一度、横柄な「おいコラ口調」で指示を出していた助監督と大ゲンカして、アフレコ途中で帰ってしまったことがあった。その後、監督にたしなめられたようで、すぐにその助監督が引き留めに追いかけてきたという。東映生田スタジオでは、事実上の音響監督を務めていた太田克己と話しした覚えがなく、演出的な指示を出していたのは、助監督だったという。人形劇『Xボンバー』に登場するジェネラル黒田はこのジェネラルシャドウをかけたキャラクターで、このキャラクターの声も柴田が演じていた。また『瀬戸の花嫁』でもそれにあやかったキャラクター・ジェネラル番長を演じている）。2011年公開の「オーズ・電王・オールライダー レッツゴー仮面ライダー」では36年振りにジェネラルシャドウの声を担当した。その時は素直に嬉しかったという。その時の演技は監督の金田治も「どうぞ柴田さんの思うようにやってください」と、ただそれだけであり、2018年時点では「本当にありがたいことだ」と思っているという。
「スーパー戦隊シリーズ」では5度にわたりレギュラー出演を果たしており、そのうち2作品は悪の首領を演じた。
『マジンガーZ』のあしゅら男爵は北浜晴子と互いに張り合って台詞を喋るため、口パクが合わず、大竹宏が「柴田が先に声を出して、それに追随するようにお晴がしゃべったらどうか」とアドバイスしたという。また柴田が手に持ったシナリオを軽く振り下ろすのが、同時に声を出す合図であったといい、『マジンカイザー』の頃も同じやり方であった。
1981年の『銀河旋風ブライガー』ではナレーターを務めており、古川登志夫は「歌舞伎のような格好いい重低音ボイス」と評している。柴田本人曰く、「中学生の頃から、そのような見栄を切る演技をしてきた」とのこと。ただし、本編が始まる前に収録するため、内容を知らずに務めなくてはならず、少し大変であったという。
『水戸黄門』（25〜27部）ではナレーションを務めていたが、それまでの『水戸黄門』のナレーションは、長らくTBSのアナウンサーが担当していた。その時は前任の杉山真太郎が引退するタイミングで、「次は、今話題の声優にやらせてみよう」ということになり、あらゆる声優プロダクションにオーディションのお達しがあり、柴田にも声がかかってきたという。「さあ、スタジオ借りてサンプルボイスを録りましょう」ということになったが、柴田は「そんな大ごとにしたくない」と面倒に感じ、「ここ（事務所）で録っちゃおう」と言っていた。マネージャーが「録ってる最中に電話がかかってきたらどうするんだ」と文句を言っていたが、柴田は「だったら俺が喋っている間は、みんなが受話器を持ち上げておけばいいだろ!」、「日本広しといえども、今、声優で七五調を読めるのは俺しかいない」と自信があり、そのサンプルも一発録りであったが、それで選ばれたという。その後、プロデューサーに聞いたところ、「他の応募者の皆さんが頑張って七五調を喋ろうとしている中、あなたの七五調だけが、なんだかナチュラルに聞けた」と言っていたという。
アダルトゲームやアダルトアニメに実名で出演しており、その際は「特別出演」「特別友情出演」となっているときがある（『Theガッツ!』『姫騎士リリア』『といろ小町〜紅に染まるそのときまで〜』『諦観のイヴ・ベセル』）。

## 人物
趣味は旅行、水泳、ゴルフ。特技は乗馬。
免許は普通自動車運転免許、大型自動二輪運転免許。
「声優とは、俳優の一部」および「声優の前に俳優であれ」との考えを持つことから、これから声優を目指す若人には「心を演じる、人を演じるような俳優になれ」と教えており、「自分が役者であることを自覚すればやっていけるだろう」とのことである。他者が声優を目指すことに抵抗は無い一方で、近年の若手声優に対しては「映像に声をあてることだけは僕らよりうまいが、心と人間を演じきれていない」「若い人たちの演技はどうしても底が浅いような気がしてならない」と苦言を呈している。
RMEの会長を務める傍ら、東京都新宿区歌舞伎町の新宿ゴールデン街にある会員制バー「突風」のマスターも務めている。就職先だった関西歌舞伎が倒産し、意気消沈していたところ新宿のゲイバーで働いてた女形の先輩から「お祝いをしてやる」と呼び出されて、それで仲間と連れ立って新宿を歩いていて見つけた売り店舗を購入。その時は一緒にいた同期の久保進が「ちょっと見てみたい」と言い、試しに覗いてみたところ店主に捕まり、「毎月2万の支払いでいいから買え」と言われた。しかし、当時はフランク永井が月給1万3800円で歌っていたような時代だったことから簡単に払えず、店主は「わかった、それならお前は月1万円出せばいい、残りの1万は俺が客になって飲んでやる」と言い、翌週には権利書を渡された。その店主は支払いが終わる前に死去したが、その後は店主の息子が後を継いでくれたという。そのタイミングでテレビが普及し始めて、「役者の仕事があるぞ」ということになり、太平洋テレビに入社して、洋画の吹き替えをしていたという。
役者活動開始とほぼ同時期の1958年4月に「スタンドバー TOP（トップ）」として開店。1962年、里吉しげみが主宰していた劇団未来劇場公演のアガサ・クリスティ原作の『そして誰もいなくなった』を見て感銘を受けて、すっかり惚れ込み同劇団に入団したという。劇団未来劇場では、数々の公演に出演しており、ここで、現代的な演技を学ぶことができた。劇団未来劇場の研究生の中に里吉の妻の水森亜土がいたという。その後、劇団未来劇場の仲間たちと店名を「突風」にしてリニューアルする。同店は新宿ゴールデン街最古参で、役者や業界の関係者が集う店で知られる。同じ事務所に所属していた菅原文太も飲みに来ていたという。1965年3月28日、1992年5月6日、2003年6月15日と過去3回もらい火に遭っている。次原隆二の漫画『レストアガレージ251車屋夢次郎』、辻真先の小説『迷犬ルパンシリーズ』に登場する。なお、柴田は『翔んだパープリン』にスナックのマスター役で出演していた。
キノトールが在籍していたテアトル・エコーなら「何とか入れるかもしれない」と思い面接を受けに行ったが、納谷悟朗に落とされた。後年、東京ディズニーランドのシンデレラ城がオープンした時、その流れで納谷が「突風」に来たことがあり、「納谷さん、あのとき僕を落としたの、覚えてます?」と訊いたところ、「いや、ぜんぜん覚えてない」と返され参ってしまったという。「オーズ・電王・オールライダー レッツゴー仮面ライダー」で納谷と久々に共演したが、あれがご一緒した最後の作品となってしまった。その頃まで柴田のことを「ひでかつ」と呼び捨てにしてくれたのは、納谷くらいしかいなかったという。そのアフレコの際、納谷が「おい、ひでかつ。今日は先にやって帰ってくれ。後は俺ひとりでのんびりやりたいから」と、その時は「まさか先輩を差し置いて先に帰れるわけないじゃないですか」と言った。納谷は冗談めいた口調で「俺はこれがもう最後の仕事になるかもしれないから、頼むから好きにさせてくれよ」とそうまで言われると先に帰るしかなく、結局、それが納谷と言葉を交わした最後になってしまった。その後しばらくて、大泉に新設された録音スタジオに訪れたことがあり「ああ、僕たちみたいな吹き替え役者のために、今ではこんな立派なスタジオが建てられる時代になったのか」と、しみじみ想ったことがあった。それもこれも、すべては納谷たちを始めとする先輩たちの苦心の賜物だった。その時は「たかが吹き替え屋ふぜいが」と蔑まれながらも、「実直に声の芝居に磨きを掛けてきた偉大な先人たちの成果が、今こうして目に見える形で結実したんだなあ」、「こんな立派なスタジオで納谷さんたちご一緒できたなら」とそう考えると、思わずこみ上げてくるものがあったという。
『熱血カクタス』で共演した内海賢二に対して、自身のバーの2階を下宿として提供し、そのうえアルバイトのバーテンとして雇い、彼の生活を援助した。内海は生前声優生活初期に面倒を看てくれた柴田と八奈見乗児への感謝を忘れなかったと言う。
キートン山田を声優に誘ったのは柴田である。山田がアルバイトをしながら役者生活をしていた時期、アルバイト先のスナックの店主が柴田と知り合いだったため、柴田が店によく訪ねて来ていて、山田と面識ができた。ある日、柴田が「声専門のプロダクションができるから、履歴書を書いて来い」と山田に言い、創立したばかりの青二プロダクションに預かりで所属させた。
後輩である塩沢兼人とは親交があり、柴田は「俺が死んだら弔辞はお前が読んでくれ」と言っていた。しかし、塩沢の急逝（2000年5月）によって実際には塩沢の弔辞を柴田が読むことになった。その弔辞の中で、柴田は「バカヤロー」と怒りを交えながら深く嘆いている。
小村哲生とは仲が良く、「声の仕事をやれ」と誘ったことで小村は声の仕事を始めたという。小村によると柴田の繋がりで、青二塾の卒業生が巡回公演に参加してくれるという。
柴田が『水戸黄門』（25〜27部）のナレーションをしていた頃、大塚周夫が「水戸黄門見てるぞ! いいよ、なかなかいい! でも、ターゲットが広すぎるよ。テレビの前で見ているのは1人だ。そんなイメージでしゃべってごらん」と言われ、今までテレビの前に何人いるかといったことは考えておらず衝撃を受けた。それ以来、マイクの前に立つときの心持ちは大きく変わった。
元内閣総理大臣の福田康夫は麻布中学・高校の同級生である。
結婚は早く、元妻との間に息子と娘がおり、子供は離婚後に柴田が引き取ったという。

## 出演
太字はメインキャラクター。

### テレビアニメ
1964年
- 狼少年ケン

1969年
- タイガーマスク（1969年 - 1971年、ミスターX 他）
- 佐武と市捕物控（源太〈2代目〉）

1971年
- アパッチ野球軍（網走）
- アニメンタリー 決断
- ゲゲゲの鬼太郎（第2作）（1971年 - 1972年）
- キックの鬼

1972年
- 赤胴鈴之助
- アニメドキュメント ミュンヘンへの道
- 海のトリトン（ミノータス）
- 国松さまのお通りだい（大番長）
- 正義を愛する者 月光仮面（松田警部、岡田博士）
- デビルマン（1972年 - 1973年、ゼノン）
- マジンガーZ（1972年 - 1974年、あしゅら男爵〈男〉、サブタイトル）
- ルパン三世 (TV第1シリーズ)（ハヤテ）

1973年
- ドロロンえん魔くん（1973年 - 1974年、えん魔大王）
- バビル2世
- ミラクル少女リミットちゃん（西山博士〈パパ〉）
- ミクロイドS（直木了一、ガラナ博士）

1974年
- 空手バカ一代
- グレートマジンガー（1974年 - 1975年、兜剣造、闇の帝王）
- 荒野の少年イサム

1975年
- ゲッターロボG（車大介）
- 少年徳川家康（信元）

1976年
- 大空魔竜ガイキング（1976年 - 1977年、大文字博士、デスモント将軍）
- マグネロボ ガ・キーン（1976年 - 1977年、ブレーン総司令官）

1977年
- アローエンブレム グランプリの鷹（車大作）
- 一休さん (テレビアニメ)
- ジェッターマルス（ジャルド 他）
- 女王陛下のプティアンジェ（スミス、ゴードマン）
- 超電磁ロボ コン・バトラーV（デウス）
- 惑星ロボ ダンガードA（1977年 - 1978年、ダン / 断鉄）

1978年
- 宇宙海賊キャプテンハーロック（1978年 - 1979年、切田長官、ナレーター）
- 宇宙戦艦ヤマト2（バンデベル将軍）
- キャプテン・フューチャー（宇宙帝王）
- 銀河鉄道999（1978年 - 1980年、機械伯爵、隊長）
- 野球狂の詩（社長）
- ルパン三世 (TV第2シリーズ)（1978年 - 1980年）

1979年
- 宇宙空母ブルーノア（土門鋭）
- 円卓の騎士物語 燃えろアーサー（ユーゼル、ブラッド）
- くじらのホセフィーナ（おじさん）
- サイボーグ009（1979年版）（トール、大久保）
- ザ☆ウルトラマン（1979年 - 1980年、ゴンドウ）
- ドラえもん（テレビ朝日版第1期）
- 花の子ルンルン（ミューラー）

1980年
- 宇宙戦艦ヤマトIII（1980年 - 1981年、ガイデル）
- 太陽の使者 鉄人28号（ダンカン）
- 銀河鉄道999 君は母のように愛せるか!!（機械伯爵）
- タイムパトロール隊オタスケマン（アルキメデス、フランクリン）
- 闇の帝王 吸血鬼ドラキュラ（サタン大王ルシファー）
- 若草物語（父）

1981年
- 愛の学校クオレ物語（アルベルト）
- 銀河旋風ブライガー（1981年 - 1982年、ナレーター、マカローネ署長）
- 釣りキチ三平（エイハブ）
- ワンワン三銃士（ナレーター）

1982年
- アンドロメダ・ストーリーズ（クフ）
- 怪物くん（ポルターガイスト）
- ゲームセンターあらし（エンマ大王）
- Dr.スランプ アラレちゃん（1982年 - 1986年、ヨウ・チエン、五右ェ門）
- ぼくパタリロ!（グローブナー将軍）
- 魔境伝説アクロバンチ（タツヤ）
- 吾輩は猫である（ドン）

1983年
- 銀河疾風サスライガー（デニス・マッケンジー）
- 光速電神アルベガス（新総統バイオス）
- スペースコブラ（サラマンダー）
- プラレス3四郎（1983年 - 1984年、健之介）
- ベムベムハンターこてんぐテン丸（天狗大王）
- まんが日本史（武蔵坊弁慶）

1984年
- CAT'S EYE（マルケス、伊達）
- 装甲騎兵ボトムズ（ワイズマン）
- ビデオ戦士レザリオン（バロン）
- リトル・エル・シドの冒険（ライネス、ナレーション）

1986年
- 宇宙船サジタリウス（アロッタ）
- ゲゲゲの鬼太郎（第3作）（ベアード、刑部狸）
- 剛Q超児イッキマン（サタノワール）
- 北斗の拳（コウリュウ）
- ボスコアドベンチャー（スコーピオン）
- 銀牙 -流れ星 銀-（ビル）

1987年
- エスパー魔美（竜王寺監督）
- 聖闘士星矢（1987年 - 1988年、師匠、フォルケル）
- ついでにとんちんかん（1987年 - 1988年、東風のジイチャン）
- ドラゴンボール（1987年 - 1988年、チャパ王、ヤミ）

1988年
- 聖闘士星矢（フォルケル）
- トランスフォーマー 超神マスターフォース（デビルZ / ブラックザラック）
- ハロー!レディリン（ウォーバン公爵）

1989年
- 美味しんぼ（ワット副会長）
- ドラゴンクエスト（1989年 - 1991年、ムーア）
- 笑ゥせぇるすまん（頼母雄介）

1990年
- 魔法使いサリー（1989年版）（海の王）

1991年
- シティーハンター'91（ケニー）

1992年
- 姫ちゃんのリボン（国王の声）
- バトルファイターズ 餓狼伝説（1992年 - 1993年、ギース・ハワード） - 2作品

1993年
- 忍たま乱太郎（山東新之丞〈初代〉）

1995年
- クレヨンしんちゃん（おやじ）

1996年
- 快傑ゾロ（ブラック）
- ゲゲゲの鬼太郎（第4作）（1996年 - 1997年、閻魔大王）

1997年
- 手塚治虫の旧約聖書物語（神）
- ドラゴンボールGT（一星龍）
- 名探偵コナン（1997年 - 2000年、寺岡警部、鮫崎島治）
- 烈火の炎（巡狂座）

1998年
- 魔法のステージファンシーララ（市長）

1999年
- 週刊ストーリーランド（1999年 - 2000年、ナレーション、弁護士、田中徹）

2000年
- ゲートキーパーズ（悪魔伯爵）
- 勝負師伝説 哲也（ドラ爆の鷹）
- ONE PIECE（2000年 - 2024年、モンキー・D・ドラゴン、カルガラ）

2001年
- X -エックス-（塔城会長）
- シャーマンキング（道珍）

2002年
- 十二国記（元魁）
- 王ドロボウJING（老アンゴスチュラ）
- NARUTO -ナルト-（三代目火影・猿飛ヒルゼン）
- ヒートガイジェイ（ロレンツォ・レオネリ）

2003年
- 釣りバカ日誌（修三）
- TEXHNOLYZE（後藤博久）
- 鋼の錬金術師（2003年 - 2004年、キング・ブラッドレイ / プライド）
- FIRESTORM（イヌマ司令官）
- 無限戦記ポトリス（アルタ・ロイテ）

2004年
- サムライチャンプルー（平太郎）
- ジパング（ヴァンデグリフト）

2005年
- あまえないでよっ!!（2005年 - 2006年、洪厳） - 2シリーズ
- ケロロ軍曹（ゲロロ艦長、カララの父）
- 魔豆奇伝パンダリアン（ガルー）

2006年
- Ergo Proxy（フッサール）
- ガイキング LEGEND OF DAIKU-MARYU（ロバート）
- 地獄少女（2006年 - 2009年、人面蜘蛛） - 3シリーズ
- シルクロード少年 ユート（玄宗）
- スーパーロボット大戦OG -ディバイン・ウォーズ-（ダイテツ・ミナセ）
- TOKYO TRIBE2（大司祭）

2007年
- ゲゲゲの鬼太郎（第5作）（2007年 - 2009年、バックベアード）
- 瀬戸の花嫁（ジェネラル番長）
- D.Gray-man（サモ・ハン・ウォン）
- NARUTO -ナルト- 疾風伝（三代目火影・猿飛ヒルゼン）
- 星新一ショートショート
- もやしもん（2007年 - 2012年、長谷川遥の父親） - 2シリーズ

2008年
- ゴルゴ13（ジョナサン・アープ）
- 素敵探偵ラビリンス（日向護樹）
- 天体戦士サンレッド（ヘンゲル将軍、柴田さん）
- ねぎぼうずのあさたろう（いがぐりの山賊親分）
- 墓場鬼太郎（金丸）

2009年
- 戦場のヴァルキュリア（マウリッツ・ボルグ）
- 蒼天航路（袁術）
- 天体戦士サンレッド（第2期）（ヘンゲル将軍、たけし教授、柴田さん）
- 鋼の錬金術師 FULLMETAL ALCHEMIST（2009年 - 2010年、キング・ブラッドレイ / ラース）
- FAIRY TAIL（2009年 - 2024年、ナレーション、イグニール） - 4シリーズ
- ポケットモンスター ダイヤモンド&パール（コダマ博士）
- RIDEBACK -ライドバック-（片岡南風）

2010年
- アマガミSS（キングファラオ）
- Angel Beats!（老教師）
- サザエさん（2010年 - 2013年、田河水泡、千造）
- スーパーロボット大戦OG -ジ・インスペクター-（ダイテツ・ミナセ）
- パンティ&ストッキングwithガーターベルト（ジャイアント・ブラウン）
- RAINBOW-二舎六房の七人-（高田検事）

2011年
- ウルヴァリン（矢志田信玄）
- 神様ドォルズ（日向家当主）
- STAR DRIVER 輝きのタクト（ツナシ・イクロウ）
- 日常（ナレーション）
- 爆丸バトルブローラーズ ガンダリアンインベーダース（ナザック）
- へうげもの（柴田勝家）
- まじっく快斗（ルシファー）

2012年
- 聖闘士星矢Ω（マルス / ルードヴィグ）
- マギ（2012年 - 2014年、アモン） - 2シリーズ

2013年
- 義風堂々!! 兼続と慶次（下坂左玄）
- 戦姫絶唱シンフォギア シリーズ（2013年 - 2015年、斯波田事務次官） - 2シリーズ
- 探検ドリランド -1000年の真宝-（真宝王ゴード）
- ビーストサーガ（キャットファーザー）

2014年
- 人生相談テレビアニメーション「人生」（九条玄蕃）
- スペース☆ダンディ（裁判官）

2015年
- うしおととら（和羅）
- 暗闇三太（閻魔大王）
- 血界戦線（2015年 - 2017年、裸獣汁外衛賤厳） - 2シリーズ
- コメット・ルシファー（ガルフ・ゾーンボイル）
- マジンボーン（始まりの魔神）
- ONE PIECE エピソードオブサボ 〜3兄弟の絆 奇跡の再会と受け継がれる意志〜（モンキー・D・ドラゴン）

2016年
- おそ松さん（師範代）
- 昭和元禄落語心中（落語協会会長）
- タイガーマスクW（2016年 - 2017年、ミスターX）
- ダンガンロンパ3 -The End of 希望ヶ峰学園- 未来編 / 絶望編（天願和夫） - 2シリーズ
- ハルチカ〜ハルタとチカは青春する〜（サダキチ）

2017年
- カブキブ!（遠見正蔵）
- 異世界はスマートフォンとともに。（赤竜）
- アクションヒロイン チアフルーツ（立花）
- キノの旅 -the Beautiful World- the Animated Series（レーゲル）
- 妹さえいればいい。（ナレーション〈妹法学園〉）

2018年
- キリングバイツ（三門陽参）
- ヒナまつり（組長）
- 銀河英雄伝説 Die Neue These 邂逅（ロイヤル・サンフォード）
- アンゴルモア 元寇合戦記（宗助国）
- ONE PIECE エピソードオブ空島（カルガラ）
- BORUTO-ボルト- NARUTO NEXT GENERATIONS（2018年 - 2020年、猿飛ヒルゼン）

2019年
- ナカノヒトゲノム【実況中】（キハチ）
- ゲゲゲの鬼太郎（第6作）（ヤマタノオロチ）

2020年
- 社長、バトルの時間です!（マリカの祖父）

2021年
- セブンナイツ レボリューション -英雄の継承者-（アミス・ジェルマン）
- SHAMAN KING（2021年 - 2022年、道珍）

2022年
- 怪人開発部の黒井津さん（大総帥カイザーロア）

### 劇場アニメ
1971年
- どうぶつ宝島（船員）

1972年
- ながぐつ三銃士（ボス）

1973年
- マジンガーZ対デビルマン（あしゅら男爵）

1974年
- きかんしゃやえもん D51の大冒険（ゴン太）

1975年
- アンデルセン童話 にんぎょ姫（にんぎょの王）
- グレートマジンガー対ゲッターロボ（剣造）
- グレートマジンガー対ゲッターロボG 空中大激突（兜剣造）

1976年
- UFOロボ グレンダイザー対グレートマジンガー（バレンドス）

1977年
- 惑星ロボ ダンガードA対昆虫ロボット軍団（断鉄）

1978年
- 宇宙海賊キャプテンハーロック アルカディア号の謎（切田長官）
- ルパン三世 ルパンVS複製人間（ゴードン）

1979年
- 銀河鉄道999（機械伯爵）

1980年
- 世界名作童話 森は生きている（十二月の精）
- 地球へ…（ゼル機関長）

1981年
- 宇宙戦士バルディオス（ガットラー総統）
- さよなら銀河鉄道999-アンドロメダ終着駅-（機関車）
- ドラえもん のび太の宇宙開拓史（ギラーミン）
- 夏への扉（クリューニー伯爵）

1982年
- 機動戦士ガンダムIII めぐりあい宇宙篇（デギン）
- 伝説巨神イデオン 接触篇（イデ）
- Dr.SLUMP ほよよ! 宇宙大冒険（ヨウ・チェン）
- ドラえもん のび太の大魔境（サベール）
- FUTURE WAR 198X年（バート・ゲイン）
- わが青春のアルカディア（黒衣の指揮官）

1983年
- クラッシャージョウ（マルドーラ）
- Dr.スランプ アラレちゃん ほよよ!世界一周大レース
- まんがイソップ物語（ネコの主人）

1984年
- SF新世紀レンズマン（ヘインズ提督）
- キン肉マン 大暴れ!正義超人（ブラックエンペラー）
- 少年ケニヤ（アゲラ）
- 超人ロック（ラムセス教授）

1985年
- カムイの剣（小栗上野介）
- ザ・ヒューマノイド 哀の惑星レザリア（ワトソン）
- 忍者ハットリくん+パーマン 忍者怪獣ジッポウVSミラクル卵（ミラクル卵）

1986年
- ウインダリア（ランスロ）
- キン肉マン ニューヨーク危機一髪!（悪魔将軍）
- ゲゲゲの鬼太郎 妖怪大戦争（バックベアード）
- 北斗の拳（ジード）

1988年
- 銀河英雄伝説 わが征くは星の大海（グレゴール・フォン・ミュッケンベルガー）
- ドラえもん のび太のパラレル西遊記（牛魔王）

1990年
- チンプイ エリさま活動大写真（ナレーター）
- Pink みずドロボウあめドロボウ（パープル山本）

1992年
- ドラゴンクエスト ダイの大冒険 ぶちやぶれ!!新生6大将軍（ガルヴァス）

1993年
- 銀河英雄伝説 新たなる戦いの序曲（グレゴール・フォン・ミュッケンベルガー）
- 三国志 第二部・長江燃ゆ!（孫権）

1994年
- 餓狼伝説 -THE MOTION PICTURE-（ギース・ハワード）
- 三国志 第三部・遥かなる大地（孫権）

1997年
- ゲゲゲの鬼太郎 妖怪特急! まぼろしの汽車（閻魔大王）

2000年
- 機動戦士ガンダム 特別版（デギン・ソド・ザビ）
- 機動戦士ガンダムIII めぐりあい宇宙編 特別版（デギン・ソド・ザビ）
- 太陽の法（エレム、宇宙人、老人B）

2001年
- カウボーイビバップ 天国の扉（大佐）

2004年
- 名探偵コナン 銀翼の奇術師（伴亨）

2005年
- 劇場版 鋼の錬金術師 シャンバラを征く者（フリッツ・ラング〈マブゼ〉）

2008年
- 劇場版 ゲゲゲの鬼太郎 日本爆裂!!（ベアード）

2009年
- 劇場版 NARUTO -ナルト- 疾風伝 火の意志を継ぐ者（三代目火影・猿飛ヒルゼン）

2010年
- 劇場版 NARUTO -ナルト- 疾風伝 ザ・ロストタワー（三代目火影・猿飛ヒルゼン）

2012年
- クレヨンしんちゃん 嵐を呼ぶ!オラと宇宙のプリンセス（まーきゅん）

2015年
- 名探偵コナン 業火の向日葵（美術館館長）

2017年
- 宇宙戦艦ヤマト2202 愛の戦士たち（ガイレーン）
- 劇場版 FAIRY TAIL -DRAGON CRY-（イグニール）

2019年
- 天気の子（神主）

2024年
- 範馬刃牙VSケンガンアシュラ（片原滅堂）

### OVA
1986年
- トゥインクルハート 銀河系までとどかない（オー!ゴッド）

1987年
- マップス 伝説のさまよえる星人たち（ミバリハン）

1988年
- 1ポンドの福音（盤谷）
- 銀河英雄伝説（グレゴール・フォン・ミュッケンベルガー）
- ドミニオン（ゴカロウ）
- ハーバーライト物語（市長）
- 聖戦士ダンバイン（再編集版）（ドレイク・ルフト）

1989年
- Hi-SPEED JECY
- 強殖装甲ガイバー（リヒャルト・ギュオー）

1990年
- ガデュリン（カロン）
- ひとりぼっちの宇宙戦争（ハデスA）

1991年
- カプリコン（ゾルバ）
- 心霊恐怖レポート うしろの百太郎（船越）
- 巴がゆく!（東条総帥）
- 星くずパラダイス（宝生健）

1994年
- GATCHAMAN（軍人）

1995年
- 精霊使い（鯉邑）

1996年
- 覚悟のススメ（葉隠朧）
- スレイヤーズすぺしゃる（ゴルディアス）

1997年
- 電脳戦隊ヴギィ'ズ★エンジェル（津波提督）

1998年
- 世界の光 親鸞聖人（親鸞〈晩年〉）
- 銀河英雄伝説外伝 千億の星、千億の光（グレゴール・フォン・ミュッケンベルガー）
- クイーン・エメラルダス（マスター）

2000年
- 銀河英雄伝説外伝 第三次ティアマト会戦（グレゴール・フォン・ミュッケンベルガー）
- sin THE MOVIE（ロレンツォ・ヴィテロ）

2001年
- マジンカイザー（2001年 - 2002年、あしゅら男爵）

2002年
- ゲートキーパーズ21（悪魔伯爵）

2005年
- Theガッツ!（松ちゃん）※特別友情出演

2006年
- 姫騎士リリア（ナレーション、国王）※特別友情出演

2010年
- 装甲騎兵ボトムズ 幻影篇（ワイズマン）

2011年
- FAIRY TAIL 〜メモリーデイズ〜（ナレーション）

2013年
- Vassalord.（司祭） - コミックス第7巻アニメイト限定版特典

2016年
- 秘封活動記録-月-（月夜見）

### Webアニメ
- クレヨンしんちゃん外伝 お・お・お・のしんのすけ（2017年、校長 / 町長）
- ケンガンアシュラ（2019年 - 2023年、片原滅堂[126]） - 3シリーズ[一覧 10]
- スーパードラゴンボールヒーローズ プロモーションアニメ（2021年 - 2022年、破壊王 超一星龍、超一星龍：ゼノ）
- 範馬刃牙（2023年、範馬勇一郎[127]）

### ゲーム
1991年
- イースIII（エドガー） - PCエンジン版

1992年
- ドラゴンスレイヤー英雄伝説II（皇帝ゴドウィン2世）
- 魔物ハンター妖子 〜魔界からの転校生〜（大臣、水虎鬼）

1993年
- Aランクサンダー 誕生編（時代乱九郎）
- 藤子不二雄Aの笑ゥせぇるすまん（頼母、院長）
- 魔物ハンター妖子 〜遠き呼び声〜（オム、シード王）

1994年
- アルナムの牙 獣族十二神徒伝説（マハム、シャッコの親父）

1995年
- 空想科学世界ガリバーボーイ（パパ） - PCエンジン版、セガサターン版
- 超兄貴 究極無敵銀河最強男（究極無敵銀河最強男）
- デア ラングリッサー（アーロン）
- ドラえもん 友情伝説ザ・ドラえもんズ（ビッグ・ザ・ドラ）

1996年
- 新スーパーロボット大戦（あしゅら男爵〈男〉、デスモント将軍）

1997年
- 覚悟のススメ（朧）
- スーパーロボット大戦F / F完結編（1997年 - 1998年、あしゅら男爵〈男〉） - 2作品
- ブシドーブレード（ハンザキ）
- ラングリッサーI&II（アーロン）
- ラングリッサーIV（ギザロフ元帥）

1998年
- ラングリッサーV 〜The End of Legend〜（ギザロフ、ジークハルト、大司教）

1999年
- スーパーロボット大戦コンプリートボックス（あしゅら男爵〈男〉）
- 闘神伝 昴（ゲンマ）

2000年
- 決戦（真田昌幸）
- スーパーロボット大戦α シリーズ（2000年 - 2005年、あしゅら男爵〈男〉、闇の帝王、デスモント将軍、大文字洋三） - 5作品

2001年
- From TV animation ONE PIECE とびだせ海賊団!（ドラゴン）
- 松本零士999 〜Story of Galaxy Express 999〜（機械伯爵）
- 百獣戦隊ガオレンジャー（ラセツ）

2002年
- 機動戦士ガンダム ギレンの野望 ジオン独立戦争記（デギン・ソド・ザビ）
- スーパーロボット大戦IMPACT（あしゅら男爵〈男〉）

2003年
- 仮面ライダー 正義の系譜（邪眼）
- 機動戦士ガンダム めぐりあい宇宙（デギン・ザビ）
- キャッスルヴァニア（リナルド・ガンドルフィー）
- スーパーロボット大戦Scramble Commander（あしゅら男爵〈男〉）
- NARUTO -ナルト- 激闘忍者大戦!2（三代目火影・猿飛ヒルゼン）
- NARUTO -ナルト- ナルティメットヒーロー（三代目火影・猿飛ヒルゼン）
- みんなのGOLF 4（オジー）

2004年
- エースコンバット5 ジ・アンサング・ウォー
- 決戦III（武田信玄、今川義元）
- SDガンダムフォース 大決戦! 次元海賊デ・スカール!!（クチクチ）
- 勝負師伝説 哲也 DIGEST（ドラ爆）
- スーパーロボット大戦MX / MXポータブル（2004年 - 2005年、バレンドス親衛隊長） - 2作品
- スーパーロボット大戦GC / XO（2004年 - 2006年、あしゅら男爵〈男〉） - 2作品
- どろろ（百面不動）
- NARUTO -ナルト- 激闘忍者大戦!3（三代目火影・猿飛ヒルゼン）
- NARUTO -ナルト- ナルティメットヒーロー2（三代目火影・猿飛ヒルゼン）
- 鋼の錬金術師 ドリームカーニバル（キング・ブラッドレイ）

2005年
- 機動戦士ガンダム 一年戦争（デギン・ソド・ザビ）
- 天外魔境III NAMIDA（ヨミタン）
- ドラゴンボールZ3（超一星龍）
- NARUTO -ナルト- 激闘忍者大戦!4（三代目火影・猿飛ヒルゼン）
- 鋼の錬金術師3 神を継ぐ少女（大総統）
- ファントム・キングダム（ライデン）
- 夜刀姫斬鬼行（桐生将監）

2006年
- ドラゴンボールZ Sparking!（2006年 - 2024年、一星龍） - 3作品
- NARUTO -ナルト- 最強忍者大結集4 DS（三代目火影・猿飛ヒルゼン）
- NARUTO -ナルト- ナルティメットポータブル（三代目火影・猿飛ヒルゼン）
- ファイナルファンタジーXII（グラミス・ガンナ・ソリドール）

2007年
- スーパーロボット大戦OG ORIGINAL GENERATIONS（ダイテツ・ミナセ）
- スーパーロボット大戦OG外伝（ダイテツ・ミナセ）
- そして明日の世界より――（八島宗一郎）
- といろ小町〜紅に染まるそのときまで〜（二藍誠）※特別出演
- NARUTO -ナルト- 疾風伝 ナルティメットアクセル2（三代目火影・猿飛ヒルゼン）
- Purely 〜その狭い青空を見上げて〜（温泉卿）
- メガゾーン23 青いガーランド（ココ）
- ロックマンゼクス アドベント（マスター・トーマス）
- ONE PIECE アンリミテッドアドベンチャー（カルガラ）

2008年
- スーパーロボット大戦Z（ゼオ・ガットラー）
- 戦場のヴァルキュリア（マウリッツ・ボルグ）
- ドラゴンボールZ インフィニットワールド（一星龍）
- NINJA GAIDEN 2（炎のゼドニアス）
- RESISTANCE2（ヘンリー・スティルマン）
- ONE PIECE アンリミテッドクルーズ エピソード1 波に揺れる秘宝（カルガラ）

2009年
- ソニックと暗黒の騎士（アーサー王）
- NARUTO -ナルト- ナルティメットストーム（三代目火影・猿飛ヒルゼン）
- NARUTO -ナルト- 疾風伝 忍列伝 III（三代目火影・猿飛ヒルゼン）
- NINJA GAIDEN Σ2（炎のゼドニアス）
- 鋼の錬金術師 FULLMETAL ALCHEMIST 暁の王子（キング・ブラッドレイ）
- 鋼の錬金術師 FULLMETAL ALCHEMIST 背中を託せし者（キング・ブラッドレイ）
- 鋼の錬金術師 FULLMETAL ALCHEMIST 黄昏の少女（キング・ブラッドレイ）
- ひぐらしのなく頃に絆 第三巻・螺（三船、岡部厳雄）
- ONE PIECE ギガントバトル!（ドラゴン）

2010年
- デッドストームパイレーツ（2010年 - 2014年、ヒース・ギルバート） - 2作品
- NARUTO -ナルト- ナルティメットストーム2（三代目火影・猿飛ヒルゼン）
- 鋼の錬金術師 FULLMETAL ALCHEMIST 約束の日へ（キング・ブラッドレイ）

2011年
- ドラゴンボール アルティメットブラスト（一星龍）
- FAIRY TAIL PORTABLE GUILD 2（ナレーション、イグニール）
- Princess Frontier Portable（トランザニア国王）
- ONE PIECE ギガントバトル! 2 新世界（ドラゴン）

2012年
- SDガンダム GGENERATION OVER WORLD（デギン・ソド・ザビ）
- 第2次スーパーロボット大戦Z 再世篇（ワイズマン）
- NARUTO -ナルト- 疾風伝 ナルティメットストームジェネレーション（三代目火影・猿飛ヒルゼン）

2013年
- 解放少女 SIN（左近田巌）
- カオス ヒーローズ オンライン（ルシファー）
- スーパーロボット大戦OGサーガ 魔装機神III PRIDE OF JUSTICE（ワッシャー・ニールカン）
- NARUTO -ナルト- 疾風伝 ナルティメットストーム3（三代目火影・猿飛ヒルゼン）

2014年
- 第3次スーパーロボット大戦Z 時獄篇（ダンカン）
- NARUTO -ナルト- 疾風伝 ナルティメットストームレボリューション（三代目火影・猿飛ヒルゼン）
- ONE PIECE 超グランドバトル! X（ドラゴン）

2015年
- スーパーロボット大戦BX（マーダル）
- ドラゴンボールZ 超究極武闘伝（超一星龍）
- ドラゴンボール ゼノバース（超一星龍）
- ドラゴンボールヒーローズ（2015年 - 2017年、一星龍） - 3作品
- ひぐらしのなく頃に粋（三船、岡部厳雄）
- ぼくの一人戦争（長門大地）
- 龍が如く0 誓いの場所（二井原隆）

2016年
- ドラゴンボール ゼノバース2（超一星龍）
- ドラゴンボールフュージョンズ（超一星龍）
- NightCry（ヴィゴ）
- NARUTO -ナルト- 疾風伝 ナルティメットストーム4（三代目火影・猿飛ヒルゼン）
- ワールド オブ ファイナルファンタジー（ブレンディレス）

2017年
- アトム：時空の果て（ゴア）
- Shadowverse（ゼウス、バフォメット、邪毒の紫竜）

2018年
- ドラガリアロスト（アローラス）
- ひぐらしのなく頃に奉（三船、岡部厳雄）

2019年
- スーパーロボット大戦T（ワイズマン）
- スーパードラゴンボールヒーローズ ワールドミッション（一星龍）
- スーパーロボット大戦DD（あしゅら男爵〈男〉）
- ブレイドエクスロード（ボディロ・ダンカン）
- ワールドフリッパー（タイガ）

2020年
- グランブルーファンタジー（大門博士 / 覇壊神ダイモン〈2代目〉）

2021年
- イース6 オンライン〜ナピシュテムの匣〜（ラーバ）

2022年
- 共闘ことばRPG コトダマン（キング・ブラッドレイ）
- ライブアライブ（O・ディオ、宮本武蔵、アポフィスフィオ）
- デジモンサヴァイブ（主）
- 鋼の錬金術師 MOBILE（キング・ブラッドレイ）

2025年
- 諦観のイヴ・べセル（α）※特別出演

### 吹き替え

#### 担当俳優
トム・セレック
- 警察署長ジェッシィ・ストーンシリーズ（ジェッシィ・ストーン）
  - 警察署長 ジェッシイ・ストーン 暗夜を渉る
  - 警察署長 ジェッシイ・ストーン 影に潜む
  - 警察署長ジェッシイ・ストーン 訣別の海
  - 警察署長 ジェッシイ・ストーン 湖水に消える
  - 警察署長 ジェッシイ・ストーン 4番目の真実

- コロンブス（フェルナンド2世）
- ジェシカおばさんの事件簿（トーマス・サリバン・マグナム）
- 私立探偵マグナム（トーマス・サリバン・マグナム）※テレビ東京版

#### 映画（吹き替え）
- 悪魔が夜来る（マルセル・エラン）※TBS版
- アップルとわたしのカラフルな世界（チャーリー〈バート・レイノルズ〉）
- アパッチ砦（サースデイ中佐〈ヘンリー・フォンダ〉）※PDDVD版
- アンディ・ラウのセンチュリー・オブ・ザ・ドラゴン（コオ）
- 海の上のピアニスト（楽器屋店主〈ピーター・ヴォーン〉[146]）※BD版
- エグジット・スピード（アーチー・スパークス〈フレッド・ウォード〉）
- エンド・オブ・ザ・ワールド（フランク〈マーティン・シーン〉）
- 大いなる決闘（メネンデス）
- オックスフォード連続殺人（アーサー・セルダム教授〈ジョン・ハート〉）
- 女処刑人（保安官）
- 恐怖のエアポート（トム〈ジャック・ギン〉）
- キリング・マシーン（オマール〈ルイス・ガティカ〉）
- クイーン・イン・ザ・ミラー －女王の召喚－（スミルノフ〈ダニエル・カッシュ〉）
- 群盗荒野を裂く（フェレイラ中尉〈アルド・サンブレル〉、グァポ）
- コールド マウンテン（モンロー牧師〈ドナルド・サザーランド〉）※Netflix版
- コロラド（カーター〈レイ・コリンズ〉）※PDDVD版
- ザ・フォージャー 天才贋作画家 最後のミッション（ジョセフ・カッター〈クリストファー・プラマー〉）
- ザ・ロック（フランシス・ハメル准将〈エド・ハリス〉）※ソフト版
- THE UPSIDE 最強のふたり（フィリップ〈ブライアン・クランストン〉）
- シェーン（ルーフ・ライカー〈エミール・メイヤー〉）※PDDVD版
- ジャイアンツ（デヴィッド・カーフリー卿〈ロッド・テイラー〉）※TBS版
- ジャッキー・チェンの秘龍拳/少林門（シャオ・フェン〈ジェームス・ティエン〉[147]）
- スーパーコップ90（ハンス・ローリック）※VHS版
- スタークラッシュ（アクトン〈マージョー・ゴートナー〉）※TBS版
- セクレタリアト/奇跡のサラブレッド（クリストファー・チェナリー〈スコット・グレン〉）
- 曹操暗殺 三国志外伝（曹操〈チョウ・ユンファ〉）
- ゾディアック 覚醒（ゾディアック〈スティーヴン・マクハティ〉）
- ダーティファイター 燃えよ鉄拳（ジェームズ・ビークマン〈ハリー・ガーディノ〉）
- 007/カジノ・ロワイヤル（クーパー〈テレンス・クーパー〉）※日本テレビ版
- 沈黙の要塞（マイケル・ジェニングス〈マイケル・ケイン〉）※ソフト版
- D-WARS ディー・ウォーズ（ジャック〈ロバート・フォスター〉）
- トゥルー・ロマンス（クリフォード・ウォーリー〈デニス・ホッパー〉）※ソフト版
- ドラゴン太極拳（金魔王〈ロー・リエ〉）
- ドリヴン（カール・ヘンリー〈バート・レイノルズ〉）※日本テレビ版
- 長く熱い週末（チャーリー〈エディ・コンスタンティーヌ〉）
- ナバロンの要塞（アンドレア・スタブロス大佐〈アンソニー・クイン〉）※ソフト版
- 逃げる天使（ロック・ライリー〈トム・ベレンジャー〉）
- パイレーツ・オブ・カリビアン/デッドマンズ・チェスト（ビル・ターナー〈ステラン・スカルスガルド〉）
- パイレーツ・オブ・カリビアン/ワールド・エンド（ビル・ターナー〈ステラン・スカルスガルド〉）[148]
- バニシング・レッド（ジャック'ルディ'ラディシル〈ボー・スター〉）※VHS版
- パニック・イン・スタジアム（ピーター・ホリー〈チャールトン・ヘストン〉）※テレビ東京版
- パラダイス・アレイ（スティッチ〈ケヴィン・コンウェイ〉）
- ハリー・ポッターと不死鳥の騎士団（クリーチャー〈ティモシー・ベイトソン〉）
- ハリー・ポッターと死の秘宝 PART1（クリーチャー〈サイモン・マクバーニー〉）
- ハリウッド式 恋のから騒ぎ（ラビ〈エリオット・グールド〉）
- 百万長者と結婚する方法（ハンリー〈ウィリアム・パウエル〉）※PDDVD版
- ピラニア3D（マシュー・ボイド〈リチャード・ドレイファス〉）
- ファーザー（アンソニー〈アンソニー・ホプキンス〉[149]）
- ブラッド・シティ/L.A.ヴァンパイア（ジョン・ビリングス警部〈ランス・ヘンリクセン〉）
- フレンチ・コネクション（アンリ・デヴロー〈フレデリック・ド・パスカル〉）※フジテレビ版
- ベートーベン4（ラトリッジ軍曹〈アート・ラフルー〉）
- ボディーハード（ロベルト・ラルゴ〈マイケル・アイアンサイド〉）
- マスターズ/超空の覇者（スケルター〈フランク・ランジェラ〉）※テレビ東京版
- マッドマックス2（ヒューマンガス）※フジテレビ版
- マペットの夢みるハリウッド（サム、リュー・ロード〈オーソン・ウェルズ〉）※LD版
- 魔法使いの弟子（マーリン）
- マンモス（サイモン〈トム・スケリット〉）
- Mr.&Mrs. スミス（ファーザー〈キース・デイヴィッド〉）※テレビ朝日版
- ミッドナイト・ラン（ジミー・セラノ〈デニス・ファリーナ〉[150]）※テレビ朝日版
- ミュータント・タートルズ（シュレッダー〈ジェームズ・サイトウ〉）※フジテレビ版
- ミュート・ウィットネス/殺しの撮影現場（アレクサンドル・ラルセン）
- 燃えよデブゴン 地獄の危機一髪（リー〈チャン・イー〉）
- ロマンシング・ストーン 秘宝の谷（ゾロ）※日本テレビ版
- ワンス・アンド・フォーエバー（ベイジル・プラムリー上級曹長〈サム・エリオット〉）※フジテレビ版

#### ドラマ
- アメリカン・ヒーロー（チャーリー〈エド・ウィンター〉）
- 宇宙清掃株式会社 サルベージ・ワン パイロット版（マック）
- 奥さまは魔女（ハリー）
- 機甲戦虫紀LEXX（ギガ・シャドー）
- キャプテンパワー（帝王ドレッド〈デヴィッド・ヘンブレン〉）
- 刑事コジャック シーズン1 #6（ジーノ・アレッシ）
- 刑事コロンボシリーズ
  - 刑事コロンボ 第三の終章（アラン・マロリー〈ミッキー・スピレイン〉）
  - 新・刑事コロンボ かみさんよ、安らかに（リーランド・セント・ジョン〈イアン・マクシェーン〉）
- 三国志演義（董卓）※NHK-BS2版
- 新スタートレック シーズン6 #23 クリンゴン神カーレスの復活（カーレスのクローン〈ケヴィン・コンウェイ〉）
- SOAP ソープ シーズン1（ウォルター・マッカラム上院議員）
- 地上最強の美女たち!チャーリーズ・エンジェル シーズン2 #16（ロニー・カイル）
- 特捜刑事マイアミ・バイス
  - シーズン2 #9（オクタヴィオ・アロヨ将軍〈トーマス・ミリアン〉）
  - シーズン4 #2（メイソン・メーサー〈ジェームズ・トールカン〉）
- ドクター・フー #19 - #22（ザイゴンの司令官 ブロトン）
- 特攻野郎Aチーム シーズン4 #2（ダニガン）
- ナイトライダー
  - シーズン2 #3 殺人ヘリ攻撃ミサイルの恐怖!決死の空中戦 超パワー全開（ジャック・クレイゲン〈ジョー・ラデュウ〉）
  - シーズン3 #12 狙われた名馬！転倒に秘められた陰謀!!（ランディ・カバナウ〈ドン・ゴードン〉）
  - シーズン4 #16 大追跡！凶悪のオフロードレース（ロナルド・ベッカー〈ジョナサン・ゴールドスミス〉）
- THE BLACKLIST/ブラックリスト（ローリー・シンクレア3世〈ジョン・ノーブル〉）
- フリッパー シーズン1 #7（サンディ・リックス）
- 弁護士ペトロチェリー（トニー・ペトロチェリー〈バリー・ニューマン〉）
- ボディ・オブ・プルーフ2 死体の証言（ウィルソン・ポーリー〈ピーター・ストーメア〉）
- 名探偵ポワロ ナイルに死す（レイス大佐）※デアゴスティーニ版

#### アニメ
- アラジンの大冒険（グーダ将軍）
- イカボードとトード氏（ナレーション）
- スター・ウォーズ ドロイドの大冒険（クレブ・ゼロック[7]）※DVD版
- ナッツジョブ リバティパーク奪還作戦!!（ミスター・フェン）
- 白蛇: 縁起（国師[151]）
- トレジャー・プラネット（ビリー・ボーンズ）※追加収録部分
- ムタフカズ -MUTAFUKAZ-（ミスターK[152]）
- ポロロ 雪の妖精村大冒険（村長[153]）
- フェ〜レンザイ -神さまの日常-（2023年、リセイ）

#### 人形劇
- フラグルロック

### 特撮
1975年
- アクマイザー3（トケイマンの声）
- 仮面ライダーストロンガー（ジェネラルシャドウの声）

1980年
- Xボンバー（ジェネラル黒田の声）

1982年
- 太陽戦隊サンバルカン（全能の神の声）

1989年
- 仮面ライダーBLACK RX（ジャーク将軍の声）

1994年
- 忍者戦隊カクレンジャー（大魔王の声）

1996年
- 激走戦隊カーレンジャー（CCパッチョーネの声）

1998年
- 星獣戦隊ギンガマン（ゼイハブの声）

1999年
- 星獣戦隊ギンガマンVSメガレンジャー（ゼイハブの声）
- 燃えろ!!ロボコンVSがんばれ!!ロボコン（ワーズの声）

2001年
- 百獣戦隊ガオレンジャー（ハイネスデュークオルグ・ラセツ〈男〉の声）

2003年
- 爆竜戦隊アバレンジャー（レインディアサンタの声）

2004年
- 特捜戦隊デカレンジャー（師匠の声）

2007年
- 獣拳戦隊ゲキレンジャー（マクの声）

2008年
- トミカヒーロー レスキューフォース（白木源一郎/R5〈声〉）※顔出し

2010年
- 仮面ライダー 恐怖の地球温暖化計画（ショッカー総統の声）
- デスカッパ
- 天装戦隊ゴセイジャー エピックON THEムービー（超新星のギョーテンオーの声）

2011年
- オーズ・電王・オールライダー レッツゴー仮面ライダー（ジェネラルシャドウの声）
- ネット版 オーズ・電王・オールライダー レッツゴー仮面ライダー 〜ガチで探せ！君だけのライダー48〜（ジェネラルシャドウの声）

2012年
- ウルトラマンサーガ ゼロ&ウルトラ兄弟 飛び出す!ハイパーバトル!!（触角宇宙人バット星人の声）
- 仮面ライダー×スーパー戦隊 スーパーヒーロー大戦（ジェネラルシャドウの声）

2015年
- 武蔵忍法伝 忍者烈風（ナレーション、谷風勝玄・忍者雷〈いかずち〉）

2018年
- 妖ばなし（第39話「化け物使い」- 重田秀興）※友情出演

### 人形劇
- 紅孔雀
- ひげよさらば（オドシ）
- プリンプリン物語（ジャック、キング・ドロベロ）

### ラジオ
- 青春アドベンチャー「完璧な涙」・「吸血鬼ドラキュラ」・「女王の百年密室」
- メガゾーン23 ON RADIO（ココ）
- サイボーグ009誕生編（ブラックゴーストのボス）

### デジタルコミック
- ルパン三世 D2 MANGA（1997年、大富豪の老人）
- VOMIC NARUTO -ナルト-（猿飛ヒルゼン）
- VOMIC NARUTO -ナルト- 劇場版公開記念バージョン（猿飛ヒルゼン）

### CD
- 浅見光彦シリーズ「天河伝説殺人事件」（高崎義則）
- GACKT PERFECT STORY BOOK「RE:BORN」
- 彩雲国物語（霄大師）
- CDシアター ドラゴンクエストIII（ゾーマ）
- 新撰組異聞 蒼き狼たちの神話2 浅葱色の夜明け（芹沢鴨）
- SOUND DRAMA 絶対調律士NoA Vol.2 (???)
- バウンティ・ソード 外伝 -鋼鉄の龍-（ラクガドル）
- 星くずパラダイス（宝生健）
  - 星くずパラダイス2 〜宝船歌謡大全〜（宝生健）
- 魔界学園II 激闘編（水月ジム会長）
- 魔乳秘剣帖（魔乳胸則）
- ミカるんX ドラマCD 01・02（ハインリヒ）

### ナレーター
- 映像の世紀（アドルフ・ヒトラー、ヨシフ・スターリン、ウィンストン・チャーチル、パブロ・ピカソ 他）
- o-daiba.com（なんだべえの声、ナレーター）
- Goro's Bar（天の声、ナレーター）
- THE 1億分の8
- The独占サンデー（「中居正広の世界ブラックジャイアンツ化計画」OPナレーター）
- The・サンデー
- スーパーJチャンネル
- SUPER SURPRISE
- 世界衝撃映像100連発 カメラが見た劇的瞬間
- ダウンタウンのガキの使いやあらへんで!!（罰ゲームのナレーター 他）
  - 絶対に笑ってはいけない温泉旅館一泊二日の旅（ナレーター）
  - 笑ってはいけない温泉宿一泊二日の旅in湯河原（ナレーター）
- とんねるずのみなさんのおかげです（「デビルタカマン」・「宜保タカ子心霊バスツアー」・「近未来警察072」）
- とんねるずのみなさんのおかげでした（「宜保タカ子心霊バスツアー」のナレーター）
- 旅の香り〜四季の名宿めぐり〜（ナレーター、爺）
- どきどきこどもふどき（ジョージ万三郎の声）
- ナショナル劇場（ナレーター）※この枠のナレーションをTBS関係者以外が務めたのは柴田のみ（現「パナソニック ドラマシアター」を含めると槇大輔も該当）
  - 水戸黄門（第25部〜第27部）
  - 南町奉行事件帖 怒れ!求馬（I〜II）
  - 大岡越前 第15部
- ユニバG物語 〜STORY OF UNIBA-G〜
- 邦子と徹のあんたが主役（ナレーション） - テレビ朝日
- 石ちゃん&美女軍団 あ来た!よかった!秋田新幹線 満腹グルメツアー（2018年2月3日、日本テレビ）
- 小さな旅（手紙朗読、NHK総合）
- 知ってるつもり?!
- 石ちゃん&美女軍団 日光最高ご馳走ツアー（2018年4月21日、日本テレビ）

### テレビドラマ
1957年
- ダイヤル110番

1958年
- 事件記者

1959年
- 喧嘩太郎

1960年
- 熱血カクタス（カクタス）

1961年
- 特別機動捜査隊（小杉刑事、柴田記者）
  - 第735話「あるニッポンの悲劇」（1975年） - 迫水

- 七人の刑事

1963年
- 大学生諸君

1964年
- 第7の男

1965年
- アンコ椿は恋の花

1966年
- 白の人造美女

1967年
- 三匹の侍 第4話「狼が死んだ」

1969年
- 三匹の侍 第6シリーズ 第19話「女が待っている」（源次）
- 女が待っている

1981年
- 翔んだパープリン（顔出しナレーター、スナックマスター）

1985年
- 小さな訪問者

1989年
- 春日局

2014年
- 植物男子ベランダー（声の出演）

### 映画
- 九ちゃん音頭（1962年、松竹映画）
- 天使の恍惚（1972年、ATG / 若松プロダクション）
- ゴルゴ13（1973年、東映） - サイモンの声
- 改造人間哀歌THE MOVIE（2012年） - ※声の特別出演
- その声のあなたへ（2022年9月30日）[154]

### 舞台
- シンフォニックドラマ 火の鳥（演出・指揮）
- シンフォニックドラマ 雪女（演出・指揮）
- シンフォニックドラマ お七炎情（演出・指揮）
- 天才バカボンのパパなのだ（制作）
- 劇団青杜 テレスコープ（演出）
- かちかち山（制作）
- うさぎはねてる（制作）
- パスタとかけそば（制作）
- こちら葛飾区亀有公園前派出所 - 大原大次郎
- サクラ大戦歌謡ショウ「新・愛ゆえに」- 賢人機関幹部の声
- 青二プロダクションVoiceFair津軽雪女（演出）
- 青二プロダクションVoiceFair桃太郎伝説異聞（演出）
- 青二プロダクションVoiceFair天切り松 闇語り - 天切り松
- 劇団民話芸術座 雨降り小僧 - あずきあらい
- 劇団民話芸術座 リトルヤンキース - 座長
- 劇団民話芸術座 おけさのひょう六 - 殿様
- 劇団民話芸術座 終末のフール
- シーラカンスプロデュースVol.1「戯伝写楽−その男、十郎兵衛−」（2012年2月1日-5日、全労済ホールスペース・ゼロ） - 蔦屋重三郎
- 劇団ヘロヘロQカムパニー 獄門島（2012年2月1日 - 5日） - 鬼頭嘉右衛門
- 舞台 ウレロ☆未公開少女 - 声の出演

### テレビ番組
- とんねるずの生でダラダラいかせて!!（犬の声、1999年）
- 知っとこ!（2007年9月29日、毎日放送・TBS）※福田康夫のエピソードでのVTR出演
- 萌える! 泣ける! 燃える! ゼロ年代 珠玉のアニメソングスペシャル（2010年8月14日、NHK衛星第2）
- 邦子と徹のあんたが主役（ナレーション） - テレビ朝日
- 博多華丸のもらい酒みなと旅2（2019年5月5日放送回・テレビ東京）
- THEぶっちぎりTV（声の出演）
- ザ・スクープ（ボイスオーバー）
- コズミックフロント（ボイスオーバー）
- 世界の果てまでイッテQ!（外国人の吹き替え）
- 小さな旅（手紙朗読、NHK総合）
- ドリフ大爆笑 第115回（いかりや長介の声）
- ニュースウオッチ9（中国軍元幹部）

### CM
注記が無いCMはすべてナレーション。映画は制作または配給会社ごとに分類。

#### 映画
- パラマウント映画
  - 「ハンター」（1980年）
  - 「13日の金曜日 PART6 ジェイソンは生きていた!」（1986年）[注 5]
  - 「3人のゴースト」（1988年）
- 松竹富士
  - 「ジャンク 死と惨劇」（1980年）
  - 「男はつらいよ 口笛を吹く寅次郎」（1983年 - 1984年）
  - 「死霊のはらわたII」（1987年）
- 東宝東和
  - 「ゾロ」（1982年）
- 日本ヘラルド映画
  - 「悪魔のいけにえ2」（1986年）
  - 「スペースインベーダー」（1986年）
  - 「ブラドック/地獄のヒーロー3」（1988年）
  - 「レッド・スコルピオン」（1989年）
- ユナイテッド・アーティスツ[注 6]
  - 「ロッキー3」（1982年）
- UIP
  - 「ポルターガイスト2」（1986年）
  - 「ポルターガイスト3 / 少女の霊に捧ぐ…」（1988年）
- ユニバーサル・ピクチャーズ
  - 「メイフィールドの怪人たち」（1989年）
- 20世紀フォックス
  - 「エクソシスト3」（1990年）

#### 商品など
- 三洋電機
  - 「くっきりタテ7」（1979年、「異邦人 -シルクロードのテーマ-」編）
- 明光商会
  - 「MSシュレッダー」（1979年 - 1987年。1981年は竹村健一が、1985年は岡本太郎が出演したCMもある）
- 旭化成
  - 「カシミロンコーラル」（1979年、「旭化成のせんい」）
- バンダイ
  - 「宇宙戦艦ヤマトプラモデル」（1980年）
  - 「マシンロボ 岩石超人」（1986年）
  - 「ヤマトタケルシリーズ」（1994年）
  - 「機動戦士ガンダム ギレンの野望 ジオンの系譜 攻略指令書」（2003年、デギン・ソド・ザビ役）
- ポプラ
  - 「魔境伝説アクロバンチ驚異合体5 DX 合金トイ」（1982年）
- アオシマ文化教材社(アオシマ)
  - 「魔境伝説アクロバンチアニメスケールキット」（1982年）
- エポック社
  - 「ウォーゲームエレクトロニクス」（1983年）
- ジュリア・オージェ（美容サロン）
  - 企業広告（1983年頃、関西ローカル）
- 久光製薬
  - 「サロンシップエース」（1984 - 1986年、出演・悪役商会）
  - 「のびのびサロンシップ」（1989年、出演・悪役商会）
- マツダ
  - 「RX-7」（1985年、2代目 FC3S・FC3C型）
- パルコ
  - 「スーパーバザール」（1986年）
- 船井電機
  - 「らくらくパンだ」[注 7]（1987年）
- 東宝
  - 「ジーキル博士の彷魔が刻」（1988年）
- 寿がきや
  - 「本店の味」（1980年代）
- カプコン
  - 「ストリートファイターII'」
- バンプレスト
  - 「学校であった怖い話」（1995年）
- キリンビバレッジ
  - 「アミノサプリ」（2003年3月、麒麟戦隊アミノンジャー・Tシャツプレゼント篇）
- 東海旅客鉄道（JR東海）
  - 「博多へ行くなら新幹線」（2006年、中京ローカル）
  - 「九州行くなら新幹線」（2006年、中京ローカル）
- 日本コカ・コーラ
  - 「一 茶花」（2008年）
- 三国コカ・コーラボトリング
  - 「アクアマリン」（1980年代、新潟県ローカル） - ブランド広告
- Cygames
  - 「Tempest of the Gods 神々の騒嵐」[注 8]（2017年3月）

ほか

##### 備考
1980年代 - 1990年代前半（1995年頃）はフジテレビ系列で放送する番組宣伝（特別番組を含む）のCMナレーションを担当したこともあった（一部のみ）。以下に主な番組を挙げる。
- 森田一義アワー 笑っていいとも!（1982年）
- へばちゃんの台所（1983年、『ライオン奥様劇場』枠）
- クイズ!知ッテレQ（1983年）[注 9]
- もっとものまねショー（1983年）
- 全米プロゴルフ選手権（1983年）
- 月曜ドラマランド（1983年、新番組予告。1985年、「いじわる看護婦」・「はいからさんが通る」）
- おどろき！ザ・地中海（1984年。出演・ビートたけし、星野知子ほか）
- 木曜おもしろバラエティ（1984年、「スターどっきり（秘）報告」）
- 間違いだらけの夫選び（1985年、新番組予告）
- アドベンチャーロマン地球縦断の旅（1985年）
- 金曜おもしろバラエティ（1985年、「地球はいつもナイスデイ」。1986年、「輝け！芸能人デュエット歌謡大賞」）
- お正月だよドリフターズ（1986年）
- な・ま・い・き盛り（1986年、新番組予告）
- 少女コマンドーIZUMI（1987年）
- なんてったって好奇心（1987年）
- TVハッカー（1987年、新番組予告）
- オトコだろッ!（1988年、新番組予告）
- ニュースバスターズ（1988年）
- 土曜特番（つなぎ番組）[注 10]（1989年、「特報 密着スペシャル 潜入！これが超巨大企業NTT24時物語」）
- 料理の鉄人（1993年）
- 御家人斬九郎（1995年）
- 特別企画 大相撲パリ・ウィーン公演記1995秋（1995年）

### その他コンテンツ
- 万創のテレビアイドルえほん・ソノシート「ウルトラマンA・ヤプール人のしんりゃく」（竜五郎隊長）
- ウルトラマンレオ ソノシート「ああ、東京大沈没!!」（モロボシ・ダンの声）
- 小学館「幼稚園」1971年7月号ソノシート・帰ってきたウルトラマン（郷秀樹）
- イナズマン ソノシート（コブバンバラ）
- 東映怪人怪獣大百科 怪人篇（ジェネラルシャドウの声）
- 東映まんがまつり・予告編ナレーター（1970年代）
- 東京ディズニーランド
  - キャプテンEO（ナレーター）
  - シンデレラ城ミステリーツアー（魔法の鏡）
- CRぱちんこ仮面ライダー ショッカー全滅大作戦（ゾル大佐、黄金狼男）
- 謙信公祭（第85回・第86回のナレーション、2010年、2011年）
- 歌舞伎町客引き禁止放送（皇帝ウインドブラストX）